# Vilém Lamparter
Vilém Lamparter (20. ledna 1924 Žilina – 26. ledna 2002 Brno) byl český divadelní a dabingový herec a režisér.

## Životopis
Ještě před válkou se přestěhoval do Brna, kde se stal ochotníkem a účinkoval i v rozhlase. Po roce 1945 působil jako herec i režisér v Městském divadle mladých v Brně (později Divadlo Julia Fučíka v Brně) a krátce zde byl i ředitelem. Po jeho zrušení se stal členem Divadla bratří Mrštíků, kde setrval až do odchodu do penze v polovině 80. let. Hrál zde role zpravidla středního rozsahu, ale například v Čapkově Ze života hmyzu hrál hlavní roli, tuláka. Společně s Lubomírem Černíkem či Olgou Waltrovou-Zezulovou stál u zrodu Satirického divadla Večerní Brno.
Nedílnou součástí herecké tvorby Viléma Lampartera byla i práce pro dabing – především populární maďarský seriál Smolíkovi, kde Vilém Lamparter daboval Ládínkova psa Zorra, a rozhlas.  Spolupracoval i s amatérskými divadly - působil jako režisér v brněnském Svatoboji, byl členem různých odborných porot a spolupracoval i se Svazem českých divadelních ochotníků. 